# بیوه سیاه (موسیقی متن)
بیوه سیاه (موسیقی متن فیلم اصلی) موسیقی فیلم بیوه سیاه محصول ۲۰۲۱ استودیو مارول است. موسیقی متن توسط لورن بالفه ساخته شد و آلبوم موسیقی متن آن توسط هالیوود رکوردز در ۹ ژوئیه ۲۰۲۱ منتشر شد.

## زمینه
مشخص شد که الکساندر دسپلات در ژانویه ۲۰۲۰ موسیقی بیوه سیاه را می‌سازد.در اواخر پس از تولید فیلم، لورن بالف جایگزین دسپلات به عنوان آهنگساز شد، که دسپلات در می ۲۰۲۰ تأیید کرد.موسیقی بالف به صورت دیجیتالی توسط مارول میوزیک و هالیوود رکوردز در ۹ ژوئیه ۲۰۲۱ منتشر شد.کارگردان فیلم بیوه سیاه، کیت شورتلند، معتقد بود که بالف یک «پارتیتور روحی که واقعاً روسی است» ساخته‌است.
بالف از صدای مترو لندن برای یک ارکستر ۱۱۸ نفره و یک گروه کر ۶۰ صدایی که اشعار روسی را می‌خواند، با گروه کر مردانه ۴۰ صدایی و گروه کر زنان ۲۰ صدایی استفاده کرد که با و بدون اشعار به اجرای قطعه می‌پردازد. این اشعار توسط الکساندر پوشکین، لئو تولستوی و میخائیل لرمانتوف از شعر روسی اقتباس شده‌است. بالف گفت که «موسیقی ارتش سرخ نیز تاثیر زیادی داشت» و او «می‌خواست با تم یلنا به ارتش سرخ استحکام بخشد.» بالف از سازهای کلیشه‌ای روسی مانند بالالایکا اجتناب کرد، زیرا آنها «با فیلم سازگاری نداشتند» و می‌توانستند «به یک پارودی تبدیل شوند».

## لیست آهنگ
تمام موسیقی ساخته شده توسط لورن بالفه.
| شماره      | نام                             | مدت   |
| ---------- | ------------------------------- | ----- |
| ۱.         | «Natasha's Lullaby»             | ۳:۲۴  |
| ۲.         | «Latrodectus»                   | ۲:۴۰  |
| ۳.         | «Fireflies»                     | ۳:۱۳  |
| ۴.         | «The Pursuit»                   | ۲:۵۳  |
| ۵.         | «The First Bite Is the Deepest» | ۳:۰۵  |
| ۶.         | «Last Glimmer»                  | ۴:۱۹  |
| ۷.         | «Dreykov»                       | ۳:۳۴  |
| ۸.         | «You Don't Know Me»             | ۲:۰۱  |
| ۹.         | «Yelena Belova»                 | ۳:۳۶  |
| ۱۰.        | «From the Shadows»              | ۳:۴۴  |
| ۱۱.        | «Hand in Hand»                  | ۲:۴۶  |
| ۱۲.        | «Blood Ties»                    | ۲:۵۴  |
| ۱۳.        | «Whirlwind»                     | ۳:۲۸  |
| ۱۴.        | «Arise»                         | ۲:۱۳  |
| ۱۵.        | «Natasha's Fragments»           | ۱:۵۵  |
| ۱۶.        | «A Sister Says Goodbye»         | ۴:۱۴  |
| ۱۷.        | «I Can't Save Us»               | ۱:۵۱  |
| ۱۸.        | «Red Rising»                    | ۳:۵۷  |
| ۱۹.        | «The Betrayed»                  | ۵:۳۸  |
| ۲۰.        | «The Descent»                   | ۲:۰۵  |
| مجموع مدت: | مجموع مدت:                      | ۷۹:۵۳ |

## موسیقی اضافی
جلدی از «بوی روح نوجوان نیروانا» توسط به خشم فکر کن (Think Up Anger)با حضور مالیا جی در تیتراژ ابتدایی فیلم استفاده شده‌است.همچنین «پای آمریکایی» اثر دان مک‌لین، آهنگ مورد علاقه یلنا بلووا در دوران کودکی، «هیجان‌های ارزان» اثر سیا و شان پل، «باند با مار مبارزه می‌کند» اثر جان بری، «آتشان یا زینا» از احمد محمد الگامل و «برخیزید ای سربازان نجات». تم انتقام جویان آلن سیلوستری نیز در موسیقی بالف اشاره شده‌است.